# ソドラジツァ
ソドラジツァ(Sodražica)は、スロベニアの市である。